# João Rafael Kapango
João Rafael Kapango (ur. 14 września 1975 w Maputo) – mozambicki piłkarz grający na pozycji bramkarza.

## Kariera klubowa
Karierę piłkarską Kapango rozpoczął w klubie Ferroviário de Maputo i w jego barwach zadebiutował w 1995 roku w pierwszej lidze mozambickiej. W 1996 osiągnął pierwsze sukcesy w karierze, gdy wywalczył mistrzostwo i Puchar Mozambiku. W swojej karierze jeszcze trzykrotnie zostawał mistrzem Mozambiku w latach 1997, 1999 i 2002.
W 2004 roku Kapango przeszedł do egipskiego zespołu Tersana SC z Kairu, gdzie podobnie jak w Ferroviário, stał się podstawowym zawodnikiem. W 2012 roku wrócił do Ferroviário.

## Kariera reprezentacyjna
W reprezentacji Mozambiku Kapango zadebiutował 12 maja 1996 roku w wygranym 1:0 towarzyskim meczu ze Suazi. W 2010 roku został powołany do kadry na Puchar Narodów Afryki 2010, na którym był pierwszym bramkarzem i rozegrał 3 spotkania: z Beninem (2:2), z Egiptem (0:2) i z Nigerią (0:3). Od 1996 do 2012 rozegrał w kadrze narodowej 68 meczów.